# 坏孩子 (歌曲)
《坏孩子》（英語：Rude Boy）是巴贝多歌手蕾哈娜的一首歌曲，收录在其2009年的第四张专辑《限制级》。Def Jam于2010年2月19日将这首歌作为专辑的第三张单曲释出。蕾哈娜与星门、伊斯特·迪恩、馬凱巴·里迪克和罗布·斯怀尔共同创作，斯怀尔同时与星门共同制作此歌。《坏孩子》是一首快节奏的舞厅和节奏蓝调的歌曲，同时结合了牙买加音乐的元素。这首歌总体上获得了较为正面的专业评价；有些称其是整首专辑最精彩的歌曲，而其他则批评蕾哈娜的「单音调」和「冷冰冰的」声音表现。
《坏孩子》在美国告示牌百强单曲榜第四个星期登上了榜首，并持续五个星期，而其成为蕾哈娜第六首的榜首单曲。纵观全球，歌曲造就的了商业成功，其在澳大利亚的榜单上位于榜首并在德国、匈牙利、爱尔兰、纽西兰、挪威、波兰、斯洛伐克和英国的榜单上位于前五。随附的音乐录影带由梅琳娜・馬特索卡斯执导，使用了绿幕科技和许多道具包括一只填製的狮子和斑马。蕾哈娜首次表演这首歌是在迈阿密南海滩的百事超級碗，之后则在艾倫·狄珍妮秀和阿蘭·卡爾：大嘴秀上表演。《坏孩子》同时作为蕾哈娜Last Girl on Earth 巡迴演唱會、娜喊巡回演唱会、璀鑽世界巡迴演唱會和反了世界巡回演唱会的表演曲目。

## 发行
《坏孩子》是作为2009年的专辑《限制级》的第四首单曲（国际来说是第三首）来发行。其在2010年2月9日发给美国的城市电台，并在2016年2月19日发行于数位下载。

## 榜单成绩
| 榜单（2010）                            | 最高 位置 |
| --------------------------------------- | --------- |
| 澳大利亚（澳大利亚唱片业协会單曲榜）    | 1         |
| 奥地利（Ö3四十强单曲榜）                | 6         |
| 比利时佛兰德（Ultratop五十强单曲榜）    | 3         |
| 比利时瓦隆（Ultratop五十强单曲榜）      | 3         |
| 加拿大（Canadian Hot 100）              | 7         |
| 巴西(Billboard Hot 100)                 | 5         |
| 捷克（電台百強單曲榜）                  | 4         |
| 丹麥（Hitlisten单曲榜）                 | 3         |
| 芬兰（芬蘭官方單曲榜）                  | 6         |
| 法国（法國唱片出版業公會單曲榜）        | 8         |
| 德国（德國官方單曲榜）                  | 4         |
| 匈牙利（四十強單曲榜）                  | 3         |
| 愛爾蘭（愛爾蘭唱片音樂協會单曲榜）      | 3         |
| 以色列（媒体森林电台榜）                | 1         |
| 意大利（意大利音乐产业联盟单曲榜）      | 8         |
| 盧森堡 (Billboard)                      | 4         |
| 荷兰（荷蘭四十強單曲榜）                | 9         |
| 新西兰（新西兰唱片音乐协会单曲榜）      | 3         |
| 挪威（世道單曲榜）                      | 3         |
| 波蘭（波蘭百大電台榜）                  | 4         |
| 波蘭（波蘭五十強舞曲榜）                | 23        |
| 波兰(Video Chart)                       | 1         |
| 罗马尼亚 (Romanian Top 100)             | 1         |
| 蘇格蘭（官方榜单公司單曲榜）            | 3         |
| 斯洛伐克（電台百強單曲榜）              | 2         |
| 西班牙（西班牙音樂製作協會）            | 10        |
| 瑞典（瑞典最熱榜）                      | 11        |
| 瑞士（瑞士热门音乐榜）                  | 5         |
| 英國（官方榜单公司節奏藍調榜）          | 1         |
| 英國（官方榜单公司單曲榜）              | 2         |
| 美国（《告示牌》百大單曲榜）            | 1         |
| 美国成人首40位单曲榜(Billboard)         | 32        |
| 美國（《告示牌》Dance Club Songs）      | 1         |
| 美国热带歌曲榜(Billboard)               | 32        |
| 美國（《告示牌》Hot R&B/Hip-Hop Songs） | 2         |
| 美國（《告示牌》Pop Airplay）           | 1         |

| 榜单（2010）                        | 排名 |
| ----------------------------------- | ---- |
| 澳大利亚(ARIA)                      | 33   |
| 奥地利(Ö3 Austria Top 40)           | 60   |
| 比利时(Ultratop 50 Wallonia)        | 27   |
| 加拿大百强单曲榜                    | 38   |
| 欧洲百强单曲榜                      | 24   |
| 法国(SNEP)                          | 55   |
| 意大利(FIMI)                        | 49   |
| 爱尔兰(IRMA)                        | 20   |
| 荷蘭(Dutch Top 40)                  | 95   |
| 瑞士(Schweizer Hitparade)           | 41   |
| 英国单曲榜(Official Charts Company) | 13   |
| 美国《告示牌》百强单曲榜            | 15   |
| 美国流行歌曲榜(Billboard)           | 23   |
| 美国舞厅歌曲榜(Billboard)           | 26   |

## 销量认证
| 地區                                  | 认证    | 认证单位/销量 |
| ------------------------------------- | ------- | ------------- |
| 澳大利亚（澳大利亚唱片业协会）        | 4× 白金 | 280,000^      |
| 比利时（比利時唱片音樂協會）          | 金      | 15,000*       |
| 丹麦（國際唱片業協會丹麥分會）        | 金      | 15,000^       |
| 新西兰（新西兰唱片音乐协会）          | 白金    | 0*            |
| 瑞士（國際唱片業協會瑞士分会）        | 金      | 15,000^       |
| 英国（英国唱片业协会）                | 白金    | 703,300       |
| 美国（美國唱片業協會）                | 5× 白金 | 3,040,000     |
| *僅含認證的實際銷量 ^僅含認證的出貨量 |         |               |